# Pepim
Pepim é uma povoação portuguesa sede da Freguesia de Pepim do município de Castro Daire, freguesia com 11,94 km² de área e 245 habitantes (censo de 2021), e, por isso, com uma densidade populacional de 20,5 hab./km².
Pertenceu ao extinto concelho de Sul até 1853.

## Demografia
A população registada nos censos foi:
| Distribuição da População por Grupos Etários | Distribuição da População por Grupos Etários | Distribuição da População por Grupos Etários | Distribuição da População por Grupos Etários | Distribuição da População por Grupos Etários |
| -------------------------------------------- | -------------------------------------------- | -------------------------------------------- | -------------------------------------------- | -------------------------------------------- |
| Ano                                          | 0-14 Anos                                    | 15-24 Anos                                   | 25-64 Anos                                   | > 65 Anos                                    |
| 2001                                         | 72                                           | 61                                           | 178                                          | 125                                          |
| 2011                                         | 37                                           | 29                                           | 148                                          | 120                                          |
| 2021                                         | 9                                            | 29                                           | 119                                          | 88                                           |

## Presidentes da Junta
- Marcelo Ramos Martins (PPD/PSD) - 2013 a 2017;
- Avelino Ferreira da Rocha (PS) - 2017 ao presente.